# Boire de Nay
Die Boire de Nay ist ein kleiner Fluss in Frankreich, der im Département Loire-Atlantique in der Region Pays de la Loire verläuft. Sie entspringt unter dem Namen Ruisseau de Curette im südwestlichen Gemeindegebiet von Grandchamps-des-Fontaines, entwässert mit einem Bogen über Ostnordost generell in südöstlicher Richtung und mündet nach rund 17 Kilometern an der Gemeindegrenze von Sucé-sur-Erdre und La Chapelle-sur-Erdre als rechter Nebenfluss in die Erdre. Die Boire de Nay quert in ihrem Oberlauf die autobahnähnlich ausgebaute Nationalstraße N137 und im Mündungsabschnitt die Bahnstrecke Nantes-Orléans–Châteaubriant.
Der Fluss ändert in seinem Verlauf mehrfach den Namen: im Oberlauf nennt er sich Ruisseau de Curette, im Unterlauf Ruisseau de l’Hocmard und nimmt erst im Mündungsabschnitt seinen definitiven Namen Boire de Nay an.

## Orte am Fluss
(Reihenfolge in Fließrichtung)
- Chanais, Gemeinde Grandchamps-des-Fontaines
- Curette, Gemeinde Grandchamps-des-Fontaines
- Grandchamps-des-Fontaines
- La Favrière, Gemeinde Grandchamps-des-Fontaines
- La Hocmardière, Gemeinde Sucé-sur-Erdre
- Mouline, Gemeinde La Chapelle-sur-Erdre
- La Chapelle-sur-Erdre